# Elser – Er hätte die Welt verändert
Elser – Er hätte die Welt verändert ist ein deutscher Spielfilm aus dem Jahr 2015. Der Film porträtiert den Widerstandskämpfer gegen den Nationalsozialismus Georg Elser, dessen Attentat 1939 auf Adolf Hitler und nahezu die gesamte NS-Führungsspitze im Bürgerbräukeller in München scheiterte. Tragende Rollen sind mit Christian Friedel, Katharina Schüttler, Burghart Klaußner und Johann von Bülow besetzt.
Die Uraufführung des historischen Dramas fand am 12. Februar 2015 außer Konkurrenz im Hauptwettbewerb der 65. Berlinale statt. Am 9. April 2015, exakt 70 Jahre nach Elsers Tod, lief der Film in den deutschen Kinos an.

## Inhalt
Der Film beginnt mit den letzten Arbeiten Elsers an der Bombe, die er in einer Wandausschachtung an der Balustrade im Bürgerbräukeller deponiert und schärft. Die nächsten Szenen begleiten Elser auf seinem Weg nach Konstanz, wo er noch auf deutscher Seite vom Zollgrenzschutz aufgegriffen wird. In seiner Arrestzelle erlebt er die geplante Detonationszeit der Bombe. Durch Lautsprecherdurchsagen, die auch in Konstanz übertragen werden, wird deutlich, dass Hitler das Attentat überlebt hat.
Elser wird nach Berlin ins Gestapohauptquartier gebracht. Angesichts der Brisanz des Falles wird er vom Chef des Reichskriminalpolizeiamtes Arthur Nebe und von Heinrich Müller, Leiter der Geheimen Staatspolizei, verhört. Der Film zeigt ihn als charakterstarke Person, die den ihn verhörenden Beamten mit Hohn begegnet. Zunächst weigert er sich, auch nur seinen Namen zu sagen. Im Folgenden wechseln Verhör- und Folterszenen mit Bildern und sommerlichen Episoden aus dem Leben Elsers ab. Einen zentralen Stellenwert nimmt seine Liebesbeziehung zu Elsa Härlen ein, einer verheirateten Frau, die von ihrem Ehemann misshandelt wird. Als Nebe dem Attentäter die inzwischen inhaftierte „Sippenangehörige“ Elsa vorführt, entschließt sich Elser zu gestehen. Seine Verhörer gehen davon aus, dass Elser bei seiner Tat Hinterleute hatte, und versuchen mit Folterungen deren Namen zu erlangen. Elser hatte jedoch keine Helfer und kann aufzeigen, dass er die Bombe allein konstruiert und gebaut hat. Nebe glaubt ihm schließlich, nicht jedoch der SS-Obergruppenführer.
Elser wird längere Zeit im Konzentrationslager Dachau gefangen gehalten und in den letzten Kriegstagen erschossen.

## Produktion

### Erzählweise

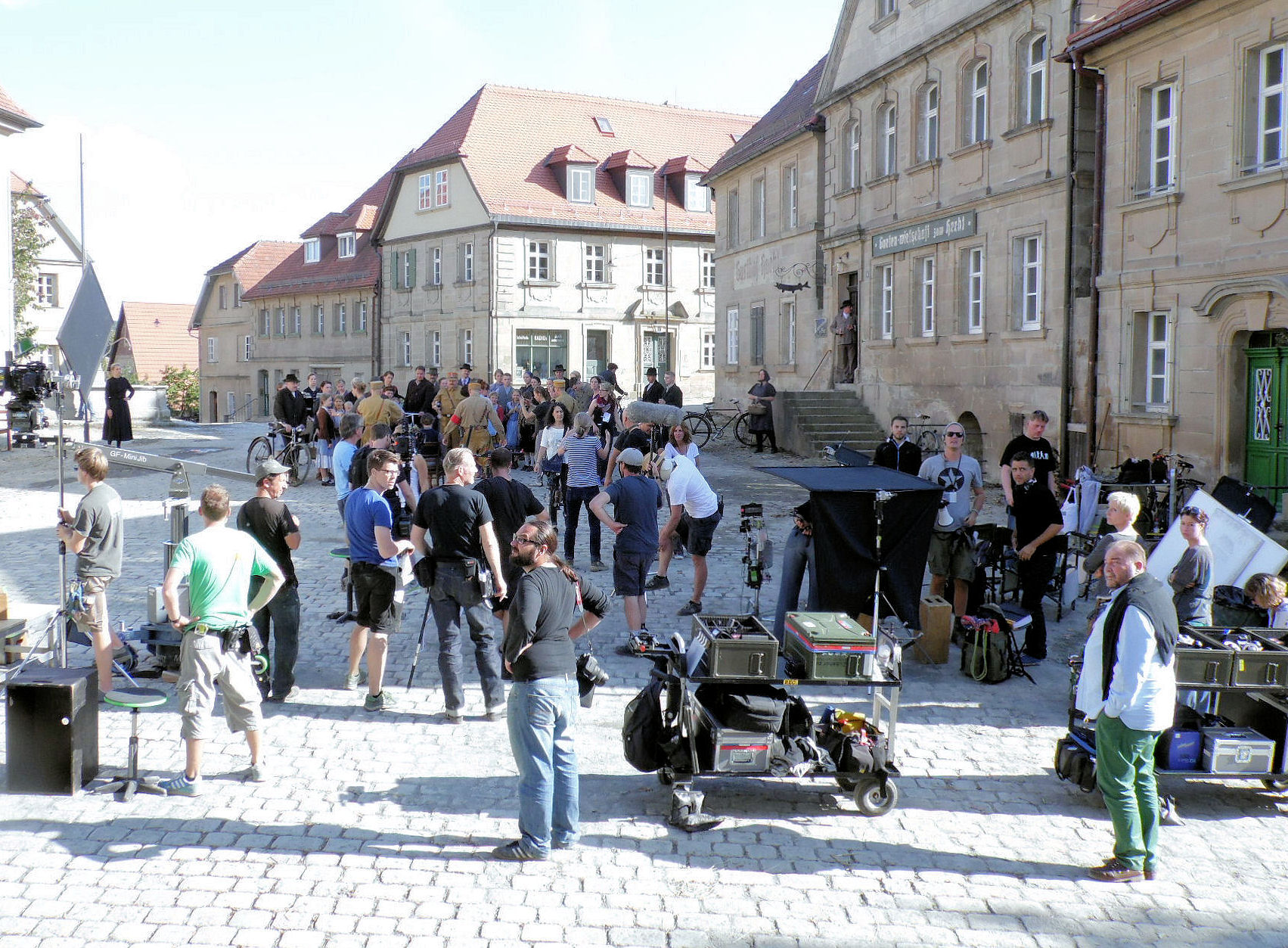
Während der Dreharbeiten in Weidenberg

Das Drehbuch erzählt den Film auf zwei Zeitebenen. Die erste handelt vom Einbau der Bombe im Bürgerbräu 1939, den Verhören unter Folter im selben Jahr bis zu Elsers Ermordung am 9. April 1945. In Rückblenden wird geschildert, wie Georg Elser von einem lebensbejahenden Menschen zum entschlossenen Widerstandskämpfer wird und wie er mit dem Konflikt umgeht, Menschenleben zu opfern, um das 1939 absehbare unermessliche Blutvergießen im Zweiten Weltkrieg zu verhindern.
Die Darstellung beruht auf intensiven Recherchen der Autoren und des Produzenten des Films, Léonie-Claire Breinersdorfer, Boris Ausserer und Fred Breinersdorfer, von 2008 bis faktisch zu Drehbeginn im Sommer 2014. Unter anderem wurden Passagen aus den Verhörprotokollen der Gestapo, ebenso wie der Originalton der Hitlerrede vom 8. November 1939 im Film dramaturgisch eingesetzt.

### Kamerakonzept
Die Kamerafrau Judith Kaufmann nimmt in ihrer Bildgestaltung die zweispurige Erzählweise auf. Während die Rückblenden in lebendigen Farben mit der Handkamera gedreht sind, bleibt das Bild in der ersten Ebene 1939 bis 1945 eher starr und in düsteren Farben.

### Drehorte
Der Film wurde nicht an Originalschauplätzen, sondern u. a. in Weidenberg, in Lindau, im Rathaus Schöneberg in Berlin, im Hohenloher Freilandmuseum Wackershofen sowie in Südtirol (Bozen, Meran, Terlan, Auer und Mendelpass) gedreht.

## Rezeption

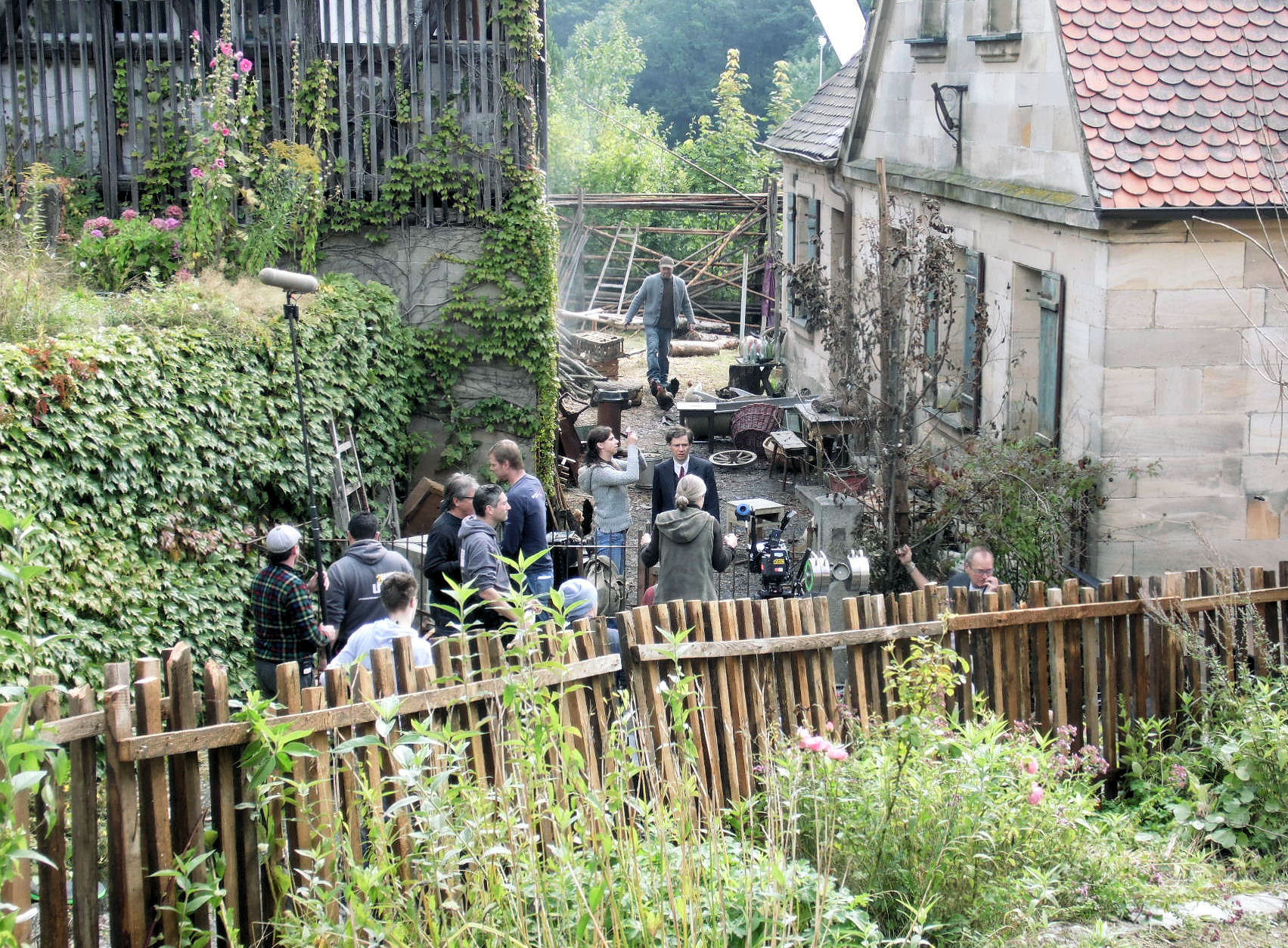
Szene am Film-Geburtshaus Elsers mit dem Hauptdarsteller Christian Friedel (Mitte), ebenfalls in Weidenberg

### DVD-Veröffentlichung, TV-Ausstrahlung, englische Version
DVD und Blu-ray Disc mit Bonusmaterial erschienen am 22. Oktober 2015.
Am 26. Februar 2018 strahlte Arte eine gekürzte Fassung des Films (89 Minuten) aus.
Die gleiche Version wurde erneut am 14. März 2018 durch Das Erste im Rahmen der Sendereihe „FilmMittwoch im Ersten“ gezeigt.
Die englische Version mit dem Titel 13 Minutes kam im Juli 2015 international in die Kinos. Sie ist identisch mit der deutschen und hat englische Untertitel.

### Sondervorstellungen
Der Film wurde in zahlreichen Sondervorstellungen Schülerinnen und Schülern gezeigt. Der Hauptdarsteller Christian Friedel besuchte im April 2015 48 Kinos in ganz Deutschland. Am 22. April 2015 sah und diskutierte Bundespräsident Joachim Gauck mit 690 Schülern den Film im Berliner Zoopalast. Der Film wurde am 5. Mai 2015 im Bayerischen Landtag vor zahlreichen Abgeordneten und Schülern aus verschiedenen Städten in Bayern gezeigt. Landtagspräsidentin Barbara Stamm überreichte bei dieser Gelegenheit Christian Friedel und Fred Breinersdorfer die Silberne Landtagsmedaille.

### Kritiken
Die Deutsche Film- und Medienbewertung (FBW) vergab das Prädikat „besonders wertvoll“. In der Jurybegründung heißt es u. a.:

„[…] Durch den vielschichtigen Blick auf ein komplexes Leben entsteht ein mehrdimensionales Porträt einer einzelnen Person, aber auch das Porträt einer ganzen Epoche, die Deutschland für immer prägen sollte. Mit ELSER setzt Regisseur Oliver Hirschbiegel nicht nur einem bedeutenden Widerständler ein anregendes Denkmal. Der Film zeigt darüber hinaus, dass selbstständiges Denken und das Hinterfragen verfestigter Strukturen zu allen Zeiten möglich ist. Ein lehrreicher, bewegender und wichtiger Film.“

„Ein sorgfältig recherchiertes und brillant geschriebenes Drehbuch von Fred und Léonie-Claire Breinersdorfer, ein in jeder Nuance überzeugender Hauptdarsteller Christian Friedel und eine meisterhafte Regie von Oliver Hirschbiegel machen Elser zu einem herausragenden Kinoereignis.“ – Jury des Bayerischen Filmpreises in Die Welt/dpa, 16. Januar 2015
„Elser erzählt, und das ist im deutschen Kino selten, von den Deutschen, die die Nazis gewählt und begeistert begrüßt haben. Es wird gezeigt, wie ein Dorf sich ohne erkennbaren Widerstand gleichschaltet, bald sitzt die erste Frau mit einem Schild auf dem Marktplatz: ‚Ich bin am Ort das größte Schwein und lass mich nur mit Juden ein‘. In der Menge wird gefeixt. Wie bereits in seinem Kinodebüt Das Experiment findet Hirschbiegel beklemmende Bilder für die Empathielosigkeit auch der Mitläufer.“ – Benjamin Moldenhauer in Spiegel Online, 12. Februar 2015.
„Man kann es sich eigentlich an zwei Fingern abzählen: Eine Liebesgeschichte, die damit endet, dass der Geliebte sich davonmacht, um Hitler zu töten und anschließend in die Schweiz zu flüchten, ist keine. Und eine Attentätergeschichte, die vor allem aus schmachtenden Blicken, heimlichen Umarmungen (Elsa ist verheiratet) und gelegentlichen Hilfeleistungen für politisch Verfolgte (Elsers Freund Schurr ist Kommunist) besteht, ist auch keine.“ – Andreas Kilb in Frankfurter Allgemeine Zeitung, 8. April 2015.
„Aus der Raumtiefe dieses biederen Bebilderungskinos strahlt einem die säuberlich versammelte deutsche Nazifilmtristesse entgegen. Im Vordergrund wird zweitklassiges Theater gespielt. Da ist Hirschbiegel als Regieverantwortlicher der entgleisten Bunkerbürokomödie ‚Der Untergang‘ nachweislich in seinem Element.“ – Simon Rothöhler in Die Tageszeitung, 9. April 2015

### Auszeichnungen
- Im Februar 2014 wurden die Produzenten Boris Ausserer und Oliver Schündler für Elser mit dem Produzentenpreis des Bayerischen Filmpreises für die beste Produktion ausgezeichnet.[14] Den Preis nahmen die Produzenten von Franz Hirth entgegen, dem Neffen Elsers.[15]
- Beim Deutschen Filmpreis 2015 wurde der Film in sieben Kategorien nominiert.
- Regisseur Oliver Hirschbiegel wurde für das Werk mit dem Friedenspreis des Deutschen Films – Die Brücke 2015 ausgezeichnet.
- 2015 folgte eine Nominierung für die Verleihung des Europäischen Filmpreises für Hauptdarsteller Christian Friedel.
- Der Bundesverband Regie e. V. (BVR) verlieh den Deutschen Regiepreis Metropolis 2015 an Oliver Hirschbiegel für die beste Regie bei einem Kinofilm und an Christian Friedel für die beste männliche Hauptrolle.[16]
- Die von Ilka Teichmüller gesprochene Audiodeskription des Films wurde 2016 für den deutschen Hörfilmpreis in der Kategorie Kino nominiert.[17]

## Fördermittel und Zuschauerzahlen
Die Filmproduktion wurde aus Mitteln der deutschen Filmförderung mit 3,5 Millionen Euro unterstützt. Sie kamen aus verschiedenen Institutionen. Zusätzlich eine halbe Million Euro kam aus Südtirol; dort waren einige Szenen gedreht worden. Bis Mitte Juni 2015 wurde eine Million Euro an den Kinokassen eingenommen. Bis dahin hatte der Film 141.000 Zuschauer.